# Adampur
Adampur é uma cidade e um município no distrito de Jalandhar, no estado indiano de Punjab.

## Geografia
Adampur está localizada a 31° 26′ N, 75° 43′ L. Tem uma altitude média de 233 metros (764 pés).

## Demografia
Segundo o censo de 2001, Adampur tinha uma população de 16,620 habitantes. Os indivíduos do sexo masculino constituem 52% da população e os do sexo feminino 48%. Adampur tem uma taxa de literacia de 76%, superior à média nacional de 59.5%; com 54% para o sexo masculino e 46% para o sexo feminino. 12% da população está abaixo dos 6 anos de idade.